# ハインケル ヴェスペ
ヴェスペ
- 用途：迎撃機
- 分類：垂直離着陸機
- 製造者：ハインケル社

ハインケル ヴェスペ (ドイツ語: Wespe、スズメバチの意)は、第二次世界大戦期後期にドイツのハインケル社が研究/開発していたテールシッター式垂直離着陸迎撃機である。この機体は通常の主翼を備えず代わりに大型の回転翼を備える仕様だった。1945年に設計が完了したが物資欠乏により試験飛行には至らなかった。類似する計画としてハインケル レルヒェがある。

## 設計
機体は機体の中央部に設置されたターボプロップを動力としていて回転翼を駆動した。前面投影面積が小さいので爆撃機を攻撃する目的に適していた。拠点防衛を目的として待ち伏せして攻撃する用途が想定されていた可能性がある。長い滑走路が不要なため、戦争末期のドイツの国情に合致していたがエンジンが完成せず、試作機は完成しなかった。

## 諸元
一般的な特性
- 乗員： 1
- 全長： 6.2 m（20フィート4インチ）
- 翼幅： 6.3 m（20フィート8インチ）
- 全高： 2.03 m（6フィート8インチ）
- 最大離陸重量： 2,200 kg（4,850ポンド）
- 動力： 1×He S 021ターボプロップ、1,500 kW（2,000 hp）

性能
- 最高速度： 800 km / h（497 mph; 432 kn）
- 範囲： 650 km（404 mi; 351 nmi）

武装
- 銃： 2×30 mm（1.18 in）MK 108 機関砲

## 関連する機体
- ハインケル レルヒェ
- フォッケウルフ トリープフリューゲル
- ロッキード XFV
- コンベア XFY Pogo

## 資料
- Herwig, Dieter; Rode, Heinz (2004). Luftwaffe Secret Projects: Ground Attack & Special Purpose Aircraft. Midland. ISBN 978-1-85780-150-7